# Datzetal
Datzetal é um município da Alemanha, situado no distrito de Mecklenburgische Seenplatte, no estado de Mecklemburgo-Pomerânia Ocidental. Tem 41,06 km² de área, e sua população em 2019 foi estimada em 851 habitantes.